# Псі (літера)
Псі (велика Ψ, мала ψ) — двадцять третя літера грецької абетки, в системі грецьких чисел, має значення 700.

## Використовування

### Велика літера
- Ψ використовується, як символ психології.

### Мала літера
- У біології — позначення псевдоуридину.
- У фізиці — позначення хвильової функції (псі-функції).